# Blechnum lomariaceum
Blechnum lomariaceum là một loài dương xỉ trong họ Blechnaceae. Loài này được Sodiro mô tả khoa học đầu tiên năm 1893.
Danh pháp khoa học của loài này chưa được làm sáng tỏ. 